# Joy Bryan
Joy Bryan ist eine amerikanische Jazzsängerin.
Joy Bryan, die aus New Castle (Indiana) stammte, trat an der Westküste der USA auf und wurde dort als Sängerin bekannt, als sie Ende der 1950er Jahre mehrere Alben für kleinere Label wie Mode Records aufnahm. Sie sang zumeist Popsongs, Balladen und Jazzstandards wie „My Funny Valentine“, „These Foolish Things (Remind Me of You)“, „Old Devil Moon“ oder „It Never Entered My Mind“, stilistisch orientiert an Cool-Sängerinnen wie June Christy oder Chris Connor. 1957 entstand ihr Debütalbum Joy Bryan Sings, das von Marty Paich arrangiert wurde; begleitet wurde sie dabei von West-Coast-Jazz-Musikern wie Bob Enevoldsen, Herb Geller, Jack Sheldon, Red Mitchell und Mel Lewis. Nach ihrer Heirat mit dem kalifornischen Plattenproduzenten Lester Koenig 1961 zog sie sich als Sängerin zurück. Ein letztes Album entstand Ende Juli 1961 für Contemporary in Los Angeles mit einer Band um den Pianisten Wynton Kelly.

## Diskographische Hinweise
- Joy Bryan Sings (Mode/VSOP, 1957)
- Make the Man Love Me (Contemporary, 1961)